# Sara Malara
Sara Malara (Cirié, 29 gennaio 1996) è una calciatrice italiana, centrocampista del Torino.

## Caratteristiche tecniche
Centrocampista che può giocare sia da interno che da esterno; il tecnico Nicco nella stagione 2012-2013 la converte nel ruolo di libero nella difesa a cinque per sfruttare le sue doti nell'impostazione del gioco.

## Carriera
Cresciuta nelle giovanili del Torino, vince un campionato Primavera nella stagione 2011-2012 battendo in finale il Firenze disputando l'intera stagione da centrocampista titolare.
Entra a far parte stabilmente della rosa della prima squadra granata nella stagione 2012-2013, facendo il suo esordio in Serie A il 13 ottobre 2012, nella trasferta persa 7-0 con il Graphistudio Tavagnacco, subentrando a fine primo tempo all'infortunata Vallotto. Condivide con le compagne la difficilissima stagione che, con un organico privato da elementi di esperienza per l'abbandono di molte giocatrici della stagione precedente e basata essenzialmente su giovani provenienti come lei dalla Primavera, si rivela incapace di fronteggiare adeguatamente il campionato, e perdendo 26 dei 30 incontri termina al 16º e ultimo posto costringendola alla retrocessione.
Malara resta legata alla società anche per le stagioni seguenti, le prime cinque in Serie B poi, a seguito delle riforme introdotte dall'estate 2018, in Serie C, raggiungendo le 100 presenze in campionato con la maglia granata il 26 novembre 2017, nel corso della stagione 2017-2018, alla 10ª giornata, nella vittoria per 1-0 con il Molassana Boero.

## Palmarès

### Giovanili
- Campionato Primavera: 1

Torino: 2011-2012